# Hylomyscus carillus
Hylomyscus carillus és una espècie de mamífer rosegador de la família dels múrids. Són rosegadors de petites dimensions, amb una llargada de cap a gropa de 92 a 111 mm, una cua de 126 a 146 mm, peus de 17 a 20 mm i orelles de 14 a 17 mm. És una espècie nocturna i arborícola. Es troba a l'Angola central i occidental. Viu en boscos secs de fins a 1.500 msnm, i també en àrees alterades.